# Sierra de Altamira
La Sierra de Altamira es una cadena de montañas situada en el límite de las comunidades autónomas de Extremadura y Castilla-La Mancha, en España. Pertenece al sistema montañoso de los Montes de Toledo y se sitúa en el extremo occidental de esta cordillera, donde junto con la Sierra de Sevilleja, la Sierra de la Hiruela y la Sierra del Horno forman las Sierras de la Jara, llamadas así por recorrer la comarca del mismo nombre.
En esta sierra, se encuentra el Puerto de San Vicente, paso natural entre las dos regiones mencionadas.

## Incendio
En agosto de 2006 un grave incendio forestal arrasó unas 3.200 hectáreas de monte en la Sierra de Altamira, dañando el valor ecológico y paisajístico de la zona. Las llamas comenzaron en la carretera que une los municipios extremeños de Carrascalejo y Navatrasierra, y llegaron a Castilla-La Mancha tras haberse cebado con los alrededores de las localidades de Mohedas de la Jara y Puerto de San Vicente, esta última situada junto al puerto del mismo nombre, y que hubo de ser desalojada.